# Сборная Дании по хоккею с шайбой
Сборная Дании по хоккею с шайбой представляет Данию на турнирах по хоккею с шайбой. Занимает 11-е место в рейтинге ИИХФ (2024). Высшее достижение команды — выход в 1/2 финала на чемпионате мира 2025 года.
До того момента высшим достижением команды было 10 место на чемпионатах мира 2007 и 1949 годов, причём в 1949 году, на дебютном для команды чемпионате мира, сборная Дании проиграла все три матча с крупным счётом. Датский хоккейный союз является членом ИИХФ с 1946 года. В 2003 году, после многолетнего пребывания в низших дивизионах, сборная Дании вернулась в элиту мирового хоккея и с тех пор неизменно выступает в высшем дивизионе чемпионата мира. До Олимпийских игр 2022 года в Пекине сборной Дании ни разу не удалось пробиться в число участников Олимпийских игр. Сборная Дании в 2018 году впервые являлась хозяйкой чемпионатов мира по хоккею с шайбой.

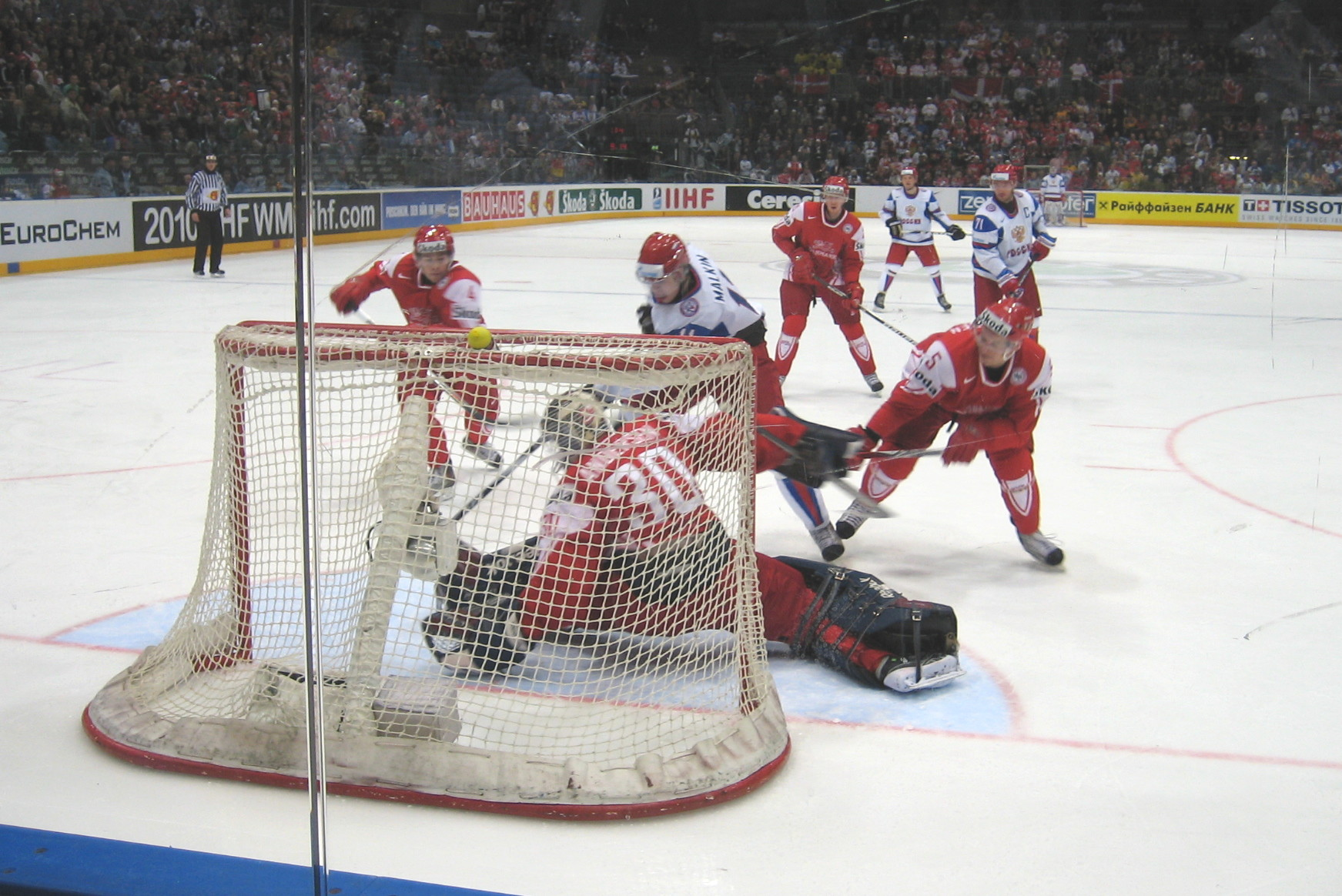
Сборная Дании против сборной России на чемпионате мира 2010 года.

## Результаты

### Чемпионаты мира
- 1949 — 10 место
- 1950—1961: не участвовала
- 1962 — 14 место (6 в группе B)
- 1963 — 18 место (3 в группе C)
- 1965 — не участвовала
- 1966 — 18 место (2 в группе C)
- 1967 — 19 место (3 в группе C)
- 1969 — 20 место (6 в группе C)
- 1970 — 19 место (5 в группе C)
- 1971 — 20 место (6 в группе C)
- 1972 — 19 место (6 в группе C)
- 1973 — 21 место (7 в группе C)
- 1974 — не участвовала
- 1975 — 20 место (6 в группе C)
- 1976 — 20 место (4 в группе C)
- 1977 — 19 место (2 в группе C)
- 1978 — 19 место (3 в группе C)
- 1979 — 16 место (8 в группе B)
- 1981 — 20 место (4 в группе C)
- 1982 — 19 место (3 в группе C)
- 1983 — 20 место (4 в группе C)
- 1985 — 21 место (5 в группе C)
- 1986 — 21 место (5 в группе C)
- 1987 — 18 место (2 в группе C)
- 1989 — 16 место (8 в группе B)
- 1990 — 18 место (2 в группе C)
- 1991 — 17 место (1 в группе C)
- 1992 — 16 место (4 в группе B)
- 1993 — 16 место (4 в группе B)
- 1994 — 17 место (5 в группе B)
- 1995 — 17 место (5 в группе B)
- 1996 — 18 место (6 в группе B)
- 1997 — 20 место (8 в группе B)
- 1998 — 20 место (4 в группе B)
- 1999 — 17 место (1 в группе B)
- 2000 — 21 место (5 в группе B)
- 2001 — 22 место (3 в I дивизионе, группа A)
- 2002 — 18 место (1 в I дивизионе, группа B)
- 2003 — 11 место
- 2004 — 12 место
- 2005 — 14 место
- 2006 — 13 место
- 2007 — 10 место
- 2008 — 12 место
- 2009 — 13 место
- 2010 — 8 место
- 2011 — 11 место
- 2012 — 13 место
- 2013 — 12 место
- 2014 — 13 место
- 2015 — 14 место
- 2016 — 8 место
- 2017 — 12 место
- 2018 — 10 место
- 2019 — 11 место
- 2021 — 12 место
- 2022 — 9 место
- 2023 — 10 место
- 2024 — 11 место
- 2025 — 4 место

## Текущий состав
Состав сборной Дании на Чемпионате мира 2025:
| Номер | Имя                    | Позиция    | Рост, см | Вес, кг | Дата рождения | Клуб                     |
| ----- | ---------------------- | ---------- | -------- | ------- | ------------- | ------------------------ |
| 11    | Александр Труе         | Нападающий | 196      | 91      | 17.07.1997    | МОДО                     |
| 12    | Оскар Мёльгор          | Нападающий | 183      | 74      | 18.02.2005    | ХВ71                     |
| 15    | Матиас Лассен          | Защитник   | 182      | 82      | 15.03.1996    | Мальмё Редхокс           |
| 17    | Никлас Йенсен          | Нападающий | 191      | 98      | 06.03.1993    | Рапперсвиль-Йона Лейкерс |
| 22    | Маркус Лауридсен       | Защитник   | 186      | 87      | 28.02.1991    | Лёвен Франкфурт          |
| 24    | Николай Элерс          | Нападающий | 182      | 80      | 14.02.1996    | Виннипег Джетс           |
| 25    | Оливер Лауридсен (А)   | Защитник   | 197      | 93      | 28.02.1991    | ТПС                      |
| 29    | Миккель Огор           | Нападающий | 184      | 81      | 18.10.1995    | МОДО                     |
| 32    | Себастьян Дам          | Вратарь    | 182      | 83      | 28.02.1987    | Клагенфурт               |
| 38    | Мортен Поульсен        | Нападающий | 186      | 95      | 09.12.1988    | Хернинг Блю Фокс         |
| 40    | Андерс Кох             | Защитник   | 188      | 83      | 02.10.1997    | Киекко-Эспоо             |
| 41    | Йеспер Йенсен Аабо (К) | Защитник   | 183      | 93      | 30.07.1991    | Клагенфурт               |
| 42    | Филип Браггиссер       | Защитник   | 202      | 95      | 07.08.1991    | Фиштаун Пингвинз         |
| 43    | Матиас Сельдруп        | Вратарь    | 180      | 82      | 21.10.1996    | Хернинг Блю Фокс         |
| 46    | Йонас Рёндбьерг        | Нападающий | 188      | 88      | 31.03.1999    | Вегас Голден Найтс       |
| 48    | Николас Йенсен         | Защитник   | 189      | 102     | 08.04.1989    | Фиштаун Пингвинз         |
| 50    | Матиас Бау Хансен      | Нападающий | 200      | 108     | 03.07.1993    | Хернинг Блю Фокс         |
| 63    | Патрик Рассел (А)      | Нападающий | 186      | 82      | 04.01.1993    | Линчёпинг                |
| 65    | Кристиан Вайсе         | Нападающий | 186      | 88      | 04.12.1998    | Фиштаун Пингвинз         |
| 72    | Николай Майер          | Нападающий | 179      | 82      | 21 July 1993  | Сёдертелье               |
| 77    | Матиас Фром            | Нападающий | 186      | 85      | 16.12.1997    | Клагенфурт               |
| 80    | Фредерик Дихов         | Вратарь    | 195      | 87      | 01.03.2001    | ХВ71                     |
| 86    | Йоахим Блихвельд       | Нападающий | 187      | 82      | 17.07.1998    | Рёгле                    |
| 95    | Ник Олесен             | Нападающий | 185      | 84      | 14.11.1995    | Мотор                    |

| Должность            | Имя               | Гражданство | Дата рождения |
| -------------------- | ----------------- | ----------- | ------------- |
| Главный тренер       | Микаэль Кринц-Гат | Швеция      | 17.06.1976    |
| Ассистент тренера    | Андреас Лилья     | Швеция      | 13.07.1975    |
| Ассистент тренера    | Мортен Мадсен     | Дания       | 16.01.1987    |
| Генеральный менеджер | Мортен Греэн      | Дания       | 19.03.1981    |